# Abdullah Gegiç
Abdulah Gegić (en serbe en écriture cyrillique : Абдулах Гегић, en turc : Abdullah Gegiç) (né le 19 mars 1924 à Novi Pazar, alors dans le Royaume des Serbes, Croates et Slovènes, actuellement en Serbie et mort le 21 juin 2008 à Novi Sad, en Serbie) est un footballeur yougoslave, devenu entraîneur à l'issue de sa carrière de joueur.

## Biographie
Abdullah Gegiç, à l'issue de sa carrière de joueur, a entrepris des études à l'académie des sports de Cologne, en Allemagne, pour devenir entraîneur.
Il fut l'entraîneur du Partizan Belgrade, qu'il conduisit, en 1966, en finale de la Coupe d'Europe des clubs Champions contre le Real Madrid.
Il arriva ensuite en Turquie, où il fut l'entraineur de Fenerbahçe pour la saison 1966-1967. Il partit en suite entraîner l'équipe d'Eskişehirspor pendant quatre saisons, de 1967 à 1971, et revint une demi-saison à Fenerbahçe au cours de la saison 1975-1976. 
Il entraîna par ailleurs pendant deux saisons le Beşiktaş Istanbul (1972-1974), une saison Bursaspor (1974-1975), ainsi qu'une saison Samsunspor et Adanaspor.
Pendant quelques mois, du 30 avril au 16 novembre 1969, Abdullah Gegiç fut le sélectionneur de l'équipe nationale de Turquie.
Abdullah Gegiç est surnommé « Futbol Profesörü » (le professeur de football) par la presse turque. Il est l'étranger qui entraîna pendant le plus de temps des clubs de football en Turquie. Il a d'ailleurs obtenu en 1979 la nationalité turque. Gegić est toujours une figure importante dans le football turc.